# Августаль

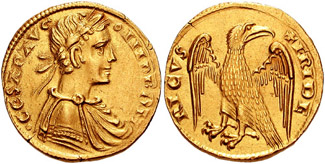
Августал, отчеканенный в Мессине

Августаль, августал (лат. Augustalis) — золотая монета Королевства Сицилия, чеканившаяся с 1231 года королём Федериго (Фридрихом), который с 1220 года также носил титул императора Священной Римской империи. По оформлению является подражанием древнеримскому ауреусу, по содержанию золота (около 4,5 грамма) соответствует византийскому солиду. В итальянской литературе именуется «агостаро» (итал. agostaro) или augustale.
Монета 857-й пробы общим весом 5,24 г чеканилась в Бриндизи и Мессине. На аверсе — профиль императора, легенда — CESAR AVG IMP ROM. На реверсе — орёл, легенда — FRIDE RICVS. 
Формально августаль был приравнен к 1⁄4 сицилийской унции золота, или 7+1⁄2 тари. Фактически содержание золота в монете было меньше, но в 1232 году было предписано вести расчёты в августалях по официальному курсу, при этом тари не были отменены:

...novam monetam auri, que augustalis dicitur […] distribuendam […] ut ipsa monetam utantur homines in emptionibus et venditionibus suis, iuxta valorem ei ab imperiali providentia constitutum, ut quilibet nummus aureus recipiatur et expendatur pro quarta uncie, sub pena personarum et rerum in imperialis litteris...
Riccardo di San Germano, 1936-1938, pp. 181-182.

Появившись, как подражание ауреусу, августаль позже сам стал образцом для подражаний. Около 1278 года король Неаполя и Сицилии Карл I Анжуйский начал чеканку золотого карлино, который по содержанию золота (4,4 грамма) соответствовал августалю. Второе название этой монеты «салюто». По её образцу, но с меньшим содержанием золота (3,85 грамма) король Франции Карл VI (1380—1422) чеканил французский салюдор. Позже ещё более лёгкие (3,8 и 3,43 грамма чистого золота) подражания уже французской монете выпускали английские короли Генрих V (1387—1422) и Генрих VI (1422—1461, 1470—1471).